# Љубељ Калнички
Љубељ Калнички (хрв. Ljubelj Kalnički) је насељено место у општини Љубешћица, Вараждинска жупанија, Хрватска.

## Историја
До територијалне реорганизације у Хрватској био је у саставу старе општине Крижевци.

## Становништво
У попису становништва из 2011. године, Љубељ Калнички је имао 144 становника.
| Број становника према пописима | Број становника према пописима | Број становника према пописима | Број становника према пописима | Број становника према пописима | Број становника према пописима | Број становника према пописима | Број становника према пописима | Број становника према пописима | Број становника према пописима | Број становника према пописима | Број становника према пописима | Број становника према пописима | Број становника према пописима | Број становника према пописима | Број становника према пописима |
| ------------------------------ | ------------------------------ | ------------------------------ | ------------------------------ | ------------------------------ | ------------------------------ | ------------------------------ | ------------------------------ | ------------------------------ | ------------------------------ | ------------------------------ | ------------------------------ | ------------------------------ | ------------------------------ | ------------------------------ | ------------------------------ |
| 1857                           | 1869                           | 1880                           | 1890                           | 1900                           | 1910                           | 1921                           | 1931                           | 1948                           | 1953                           | 1961                           | 1971                           | 1981                           | 1991                           | 2001                           | 2011                           |
| 0                              | 0                              | 0                              | 0                              | 0                              | 86                             | 135                            | 142                            | 232                            | 230                            | 281                            | 237                            | 199                            | 188                            | 150                            | 144                            |

Напомена: Исказује се као део насеља од 1910. До 1948. исказивано је под именом Љубељ. Године 1991. увећан припајањем дела простора насеља Љубељ. Од 1948. до 1961. део података садржан је у насељу Љубељ.